# Antony Réa
 (avril 2025).
Motif : aucun titre international, aucune source secondaire
- Archive Wikiwix
- Bing
- Cairn
- DuckDuckGo
- E. Universalis
- Gallica
- Google
- G. Books
- G. News
- G. Scholar
- Persée
- Qwant
- (zh) Baidu
- (ru) Yandex
- (wd) trouver des œuvres sur Wikidata

| 1. | Préciser le motif de la pose du bandeau. | Précisez le motif de la pose du bandeau en utilisant la syntaxe suivante : {{admissibilité à vérifier\|date=avril 2025\|motif=remplacez ce texte par le motif}}                 |
| 2. | Informer les utilisateurs concernés.     | Pensez à avertir le créateur de l'article, par exemple, en insérant le code ci-dessous sur sa page de discussion : {{subst:avertissement admissibilité à vérifier\|Antony Réa}} |

Antony Réa, né le 15 juillet 1976, est un pratiquant français d'arts martiaux mixtes (MMA).
Formé au Pankido (5e dan), art martial créé en 1997, il a combattu sur les 5 continents dans plusieurs organisations de MMA, comme le Cage Rage (Angleterre), le Jungle Fight , (Brésil), le KSW (Pologne), le Bodog Fight, etc.

## Palmarès
Au cours de sa carrière, Anthony Réa a gagné plusieurs ceintures parmi lesquelles :
- Ceinture mondiale Fury Elite (MMA)
- 2 Ceintures mondiales FMC (Pancrace)
- 1 Ceinture mondiale WPFF en Pro Fight Karaté
- 7 Ceintures mondiales « Golden Belts » (Inter Disciplines) dans 3 catégories de poids différentes
- Vainqueur de la Coupe d’Europe de Grappling

### Palmarès en MMA
| Palmarès | Résultat | Adversaire            | Méthode                                | Évènement                                     | Date              | Round | Temps | Lieu                                     | Notes                                        |
| -------- | -------- | --------------------- | -------------------------------------- | --------------------------------------------- | ----------------- | ----- | ----- | ---------------------------------------- | -------------------------------------------- |
| 39-15    | Victoire | Ashley Griffiths      | Soumission                             | Golden Belts 35                               | 25 novembre 2023  | 1     | 0:53  | France (Limoux)                          |                                              |
| 24-14    | Victoire | Matteo Minonzio       | TKO                                    | Boxe n Defi XIV                               | 9 mars 2013       | 2     | 0:00  | France                                   |                                              |
| 23-14    | Victoire | Charles Andrade       | KO                                     | FMC premium                                   | 1er décembre 2012 | 2     | 1:22  | France                                   |                                              |
| 22-14    | Victoire | Shaun Lomas           | Soumission                             | Golden Belts Fighting Championship 24         | 20 octobre 2012   | 1     | 4:15  | France                                   |                                              |
| 21-14    | Défaite  | Jimi Manuwa           | TKO                                    | BAMMA 8                                       | 10 décembre 2011  | 1     | 5:00  | Angleterre                               |                                              |
| 21-13    | Victoire | Sean Salmon           | TKO                                    | World Extreme Fighting 46                     | 30 septembre 2011 | 1     | 1:00  | Jordanie                                 |                                              |
| 20-13    | Victoire | Rob Wince             | TKO                                    | World Extreme Fighting 46                     | 22 avril 2011     | 2     | 1:40  | États-Unis                               |                                              |
| 19-13    | Victoire | Juan Miranda          | Soumission                             | Xtreme Vale Todo 4                            | 26 juin 2010      | 1     | 2:11  | Costa Rica                               |                                              |
| 18-13    | Victoire | Kazuo Takahashi       | TKO (Punches)                          | Fury 1: Clash of the Titans                   | 21 mai 2010       | 1     | 0:33  | Macao (Chine)                            |                                              |
| 17-13    | Victoire | Wade Henderson        | TKO (Punches)                          | KMMA - MMA & Muay Thai Grand Extreme          | 7 novembre 2009   | 2     | 0:46  | Macao (Chine)                            |                                              |
| 16-13    | Défaite  | James Te-Huna         | TKO (Strikes)                          | CFC 8 - Light Heavyweight Grand Prix          | 22 mai 2009       | 1     | 1:52  | Sydney, Australie                        | CFC Light Heavyweight Grand Prix First Round |
| 16-12    | Défaite  | Przemysław Mysiała    | Submission (Kimura)                    | Pancrase Fighting Championship                | 4 avril 2009      | 1     | 2:00  | Marseille (France)                       |                                              |
| 16-11    | Victoire | Ivan Brguljan         | TKO (Punches)                          | Furious Fighting Championship 2               | 21 février 2009   | 1     | 2:29  | Casablanca (Maroc)                       |                                              |
| 15-11    | Défaite  | Dave Dalgliesh        | TKO (Doctor Stoppage)                  | KSW X: Dekałog                                | 12 décembre 2008  | 1     | 5:00  | Varsovie, Pologne                        |                                              |
| 15-10    | Victoire | Allan Froes           | Decision (Split)                       | Jungle Fight 11                               | 12 septembre 2008 | 3     | 5:00  | Rio de Janeiro, Brésil                   |                                              |
| 14-10    | Victoire | Marko Drmonjic        | TKO (Strikes)                          | UK Cage Fighting Championships                | 29 juin 2008      | 1     | 3:44  | Londres, Angleterre                      |                                              |
| 13-10    | Défaite  | Alexei Vezelozorov    | TKO (Doctor Stoppage)                  | fightFORCE - Russia vs. The World             | 19 avril 2008     | 1     | 5:00  | Saint-Pétersbourg, Russie                |                                              |
| 13-9     | Victoire | Aramis Alberti        | Submission (Anaconda Choke)            | Furious Fighting Championship 1               | 7 mars 2008       | 1     | 1:40  | Roses, Espagne                           |                                              |
| 12-9     | Victoire | Jimmy Mertens         | TKO (Doctor Stoppage)                  | Ultimate Glory 6: Ede's Best Against the Rest | 17 novembre 2007  | 1     | 1:06  | Amsterdam (Pays-Bas)                     |                                              |
| 11-9     | Défaite  | Steve Steinbeiss      | KO                                     | bodogFIGHT - Vancouver                        | 25 août 2007      | 2     | 3:18  | Vancouver (Colombie-Britannique)         |                                              |
| 11-8     | Défaite  | David Avellan         | TKO (Punches)                          | bodogFIGHT - Costa Rica Combat                | 17 février 2007   | 2     | 4:15  | Pococí Canton, Costa Rica                |                                              |
| 11-7     | Victoire | Rodrigo Grip de Sousa | TKO (Punches)                          | JF 7: Jungle Fight Europe                     | 17 décembre 2006  | 1     | 0:32  | Ljubljana, Slovénie                      |                                              |
| 10-7     | Victoire | Baga Agaev            | Submission (Heel Hook)                 | World Free Fight Challenge 2                  | 30 septembre 2006 | 1     | 2:45  | Koper, Slovénie                          |                                              |
| 9-7      | Défaite  | Jason Guida           | Decision (Unanimous)                   | Absolute Fighting Championships 18            | 26 août 2006      | 3     | 5:00  | Boca Raton, Floride                      |                                              |
| 9-6      | Défaite  | Jordan Radev          | TKO (Injury)                           | 2H2H: Road to Japan                           | 18 juin 2006      | 1     | 2:24  | Amsterdam, Pays-Bas                      |                                              |
| 9-5      | Défaite  | Vitor Belfort         | KO (Punches)                           | Cage Rage 14: Punishment                      | 3 décembre 2005   | 2     | 1:30  | Londres, Angleterre                      |                                              |
| 9-4      | Victoire | Remus Ciobnu          | Submission (Rear Naked Choke)          | Cage Rage 13: No Fear                         | 10 septembre 2005 | 1     | 4:40  | Londres, Angleterre                      |                                              |
| 8-4      | Défaite  | Marvin Eastman        | TKO                                    | WEF - Houston                                 | 16 juillet 2005   | 4     | 2:26  | Houston, Texas                           |                                              |
| 8-3      | Victoire | Pierre Guillet        | TKO (Knees and Punches)                | Cage Rage 11: Face Off                        | 30 avril 2005     | 2     | 0:45  | Londres, Angleterre                      |                                              |
| 7-3      | Victoire | Evangelista Cyborg    | TKO (Punches)                          | Cage Rage 10: Deliverance                     | 26 février 2005   | 2     | 1:55  | Londres, Angleterre                      |                                              |
| 6-3      | Victoire | Milco Voorn           | Submission (Triangle Choke and Elbows) | CFC 2: Cage Carnage                           | 14 novembre 2004  | 1     | 0:58  | Liverpool, Angleterre                    |                                              |
| 5-3      | Défaite  | Matt Horwich          | Submission (Injury)                    | APEX: Genesis                                 | 5 septembre 2004  | 2     | 1:13  | Montréal, Québec                         |                                              |
| 5-2      | Défaite  | Jason MacDonald       | Submission (Scarf Hold Armlock)        | Absolute Fighting Championships 8             | 1er mai 2004      | 1     | 2:22  | Ft. Lauderdale, Floride                  |                                              |
| 5-1      | Victoire | Mark Tullius          | KO (Punches)                           | Absolute Fighting Championships 7             | 27 février 2004   | 1     | 3:50  | Ft. Lauderdale, Floride                  |                                              |
| 4-1      | Victoire | Leo Sylvest           | Submission (Armbar)                    | World Extreme Fighting                        | 20 décembre 2003  | 1     | 0:20  | Orlando, Floride                         |                                              |
| 3-1      | Victoire | Davion Peterson       | Submission (Arm-Triangle Choke)        | Absolute Fighting Championships 6             | 6 décembre 2003   | 2     | 1:46  | Ft. Lauderdale, Floride                  |                                              |
| 2-1      | Défaite  | Rich Franklin         | TKO (Doctor Stoppage)                  | UCC Hawaii: Eruption in Hawaii                | 17 septembre 2002 | 1     | 2:46  | Honolulu, Hawaii                         |                                              |
| 2-0      | Victoire | Jeromie Sills         | KO (Punch)                             | UCC 6: Redemption                             | 19 octobre 2001   | 1     | 2:54  | Montréal, Québec                         |                                              |
| 1-0      | Victoire | Daisuke Watanabe      | TKO (Cut)                              | Bercy Vale Tudo                               | 24 mars 2001      | 2     | 0:58  | Palais omnisports de Paris-Bercy, France |                                              |